# La Brigada
La Brigada és un grup de música de Vilanova i la Geltrú format l'any 2007 i integrat actualment per Pere Agramunt (veu i guitarra), Miquel Tello (baix, teclats i banjo), Ricard Parera (bateria), David Charro (guitarra i teclats) i Xavier Balfegó (teclats, veus). Magí Mestres (trompeta, veus, harmònica i guitarra), membre del grup des dels seus inicis, va decidir abandonar-lo el mes d'abril de 2011 per centrar-se en altres projectes musicals. Les cançons de La Brigada beuen del pop, el folk-rock i la tradició catalana dels anys setanta.

## Trajectòria musical
El germen del grup el trobem en una formació anterior anomenada The Light Brigade, amb la qual van enregistrar dues demos en anglès que van gaudir dels privilegis de la crítica estatal, fet que els va permetre participar en alguns dels millors festivals del país (Primavera Sound, popArb) sense tenir encara un disc al mercat.

### L'Obligació de ser algú
L'abril de 2008 és publicà el seu disc de debut, L'obligació de ser algú, a través de la discogràfica anglesa Outstanding Records. El disc fou enregistrat i mesclat als estudis GDM de Vilanova i la Geltrú per Pere Serrano entre els mesos d'octubre i desembre de 2007. Un treball cantat ja íntegrament en català amb el qual van aconseguir diverses mencions entre el més destacat de l'any. La revista MondoSonoro (edició Catalunya) el va classificar com el millor disc de l'any. Per la seva part, la revista Enderrock el va situar com el cinquè millor disc de l'any.

### Les paraules justes
Les paraules justes, el seu segon treball, fou publicat també per Outstanding Records el mes de febrer de 2010. El disc fou enregistrat entre els mesos de maig i octubre de 2009 als estudis GDM de Vilanova i la Geltrú per Pere Serrano, i produït per Joan Manuel Celorio (bateria de Tokyo Sex Destruction, entre d'altres) i La Brigada. Un cop més, la resposta de la crítica musical davant aquest nou treball va ser molt positiva, consolidant la banda com una de les més interessants del que aleshores es va anomenar “nou pop català”, i que englobava artistes tan heterogenis com Mishima, Antònia Font, Mazoni, Manel, Sanjosex, Sanpedro o Els Amics de les Arts.
La Brigada fou un dels grups escollits per la revista Enderrock per a participar al projecte Submarí pop – Tribut català a The Beatles, en el qual diferents grups adaptaven al català cançons del grup anglès The Beatles. La Brigada hi va participar amb una adaptació del tema Something, original de George Harrison, anomenada Alguna cosa. El CD resultant es va encartar amb el número de juliol de la revista (núm. 177), gairebé monogràfic sobre els de Liverpool. Un any abans, el grup ja havia participat en una iniciativa similar de la revista Enderrock, en aquest cas dedicada al grup català Sau. En aquella ocasió, els de Vilanova i la Geltrú hi havien participat portant al seu terreny el tema Si un dia he de tornar.

### Incerta glòria
El novembre de 2012, de la mà de la discogràfica The Indian Runners, es publicava el tercer disc de la banda, Incerta Glòria. Enregistrat i mesclat per Pere Serrano als estudis GDM de Vilanova i la Geltrú entre els mesos de febrer i setembre de 2012, i produït per La Brigada i el mateix Pere Serrano. De nou, la resposta de la crítica fou molt favorable, la qual cosa contrastava amb l'encara relatiu desconeixement del públic general envers la seva música, circumstància que era motiu d'ironia en algunes de les lletres del disc. La gira de presentació d'Incerta glòria es va veure interrompuda el mes de desembre de 2012 per motius de salut familiar. No obstant això, entre els mesos de març i juny de 2013 van poder reprendre la gira, amb alguns concerts de presentació destacats, com ara una actuació inicialment no prevista al festival popArb o el concert que van oferir a l'escenari Ray-ban del festival Primavera Sound.

### De 2013 fins a l'actualitat
Des de llavors, l'activitat de La Brigada com a banda ha estat molt esporàdica. A finals de 2013 el grup va començar a compondre i assajar temes nous amb la intenció d'editar un nou disc d'estudi amb The Indian Runners de cara al 2014, però aquest no va arribar mai a veure la llum. Ja entrat l'any 2015, la banda va enregistrar als estudis Affair-Ribera una versió de la cançó M'aclame a tu d'Ovidi Montllor, amb lletra de Vicent Andrés Estellés. La intenció era incloure-la en un disc d'homenatge que The Indian Runners estava preparant en motiu del 20è aniversari de la mort del cantautor d'Alcoi. No obstant, aquest projecte tampoc va arribar a materialitzar-se. Les seves actuacions en directe, d'ençà de la finalització de la gira de presentació d'Incerta glòria, també han arribat amb comptagotes, i gairebé totes elles han tingut lloc al seu poble d'origen, Vilanova i la Geltrú: una actuació a la 10a edició del festival El Tingladu, el mes de juliol de 2017, coincidint amb el 10è aniversari de la banda i enmig de dubtes sobre la seva continuïtat; actuacions al Medusa Fest i al concert No Callarem, l'any 2018; i al festival La Causa, el setembre de 2019.

## Discografia
- L'obligació de ser algú - 2008
- Les paraules justes - 2010
- Incerta glòria - 2012